# Cseh–Morva Protektorátus
A Cseh–Morva Protektorátus, korabeli megnevezéssel Cseh-Morva Védnökség (csehül Protektorát Čechy a Morava, németül Reichsprotektorat Böhmen und Mähren) a Harmadik Birodalom által korábban már megszállt nyugat-csehszlovákiai területeken 1939. március 15-én létrehozott protektorátus. A protektorátus félgyarmati helyzetbe süllyesztette Csehországot. A volt köztársasági elnök, Emil Hácha ugyan a helyén maradt, de az igazi hatalmat a Führer által kinevezett kormányzók (helytartók) gyakorolták.
A német kormányzat betiltott minden náciellenes sajtót és szervezetet. A németekkel szimpatizáló csehek a Vlajka nevű szervezetbe tömörültek. Mindennapossá vált a rendőri és politikai terror. Munkatáborok jöttek létre, pl. Theresienstadt. A cseh gazdaságot a német hadiipar számára alakították át. Üldözték a nemzeti érzelmű értelmiséget: 1939. november 17-én bezárták az összes cseh egyetemet és főiskolát. A leghírhedtebb kormányzó Reinhard Heydrich volt (SS-helyettes), aki 1942-ben az Antropoid hadművelet során merénylet áldozata lett. A németek bosszúból két cseh falut kiirtottak (Ležáky, Lidice). A cseh és morva területeket 1945-ben délről az angolszász erők, keletről és északról pedig a román és szovjet hadsereg szabadította föl. Prága 1945. május 9-én szabadult föl.

## Vezetők

### Cseh- és Morvaország elnöke
| Portré | Elnök                  | Hivatal kezdete   | Hivatal vége   | Hivatali idő   | Párt | Párt |
| ------ | ---------------------- | ----------------- | -------------- | -------------- | ---- | ---- |
|        | Emil Hácha (1872-1945) | 1939. március 16. | 1945. május 9. | 6 év és 54 nap | NS   |      |

### Cseh- és Morvaország miniszterelnökei
| #  | Portré | Miniszterelnök                           | Hivatal kezdete     | Hivatal vége         | Hivatali idő  | Párt | Párt |
| -- | ------ | ---------------------------------------- | ------------------- | -------------------- | ------------- | ---- | ---- |
| —  |        | Ideiglenesen Rudolf Beran (1887–1954)    | 1939. március 16.   | 1939. április 27.    | 42 nap        | NS   |      |
| 1. |        | Alois Eliáš hadseregtábornok (1890-1942) | 1939. április 27.   | 1941. szeptember 27. | 2 év, 153 nap | NS   |      |
| —  |        | Ideiglenesen Jaroslav Krejčí (1892–1956) | 1941. szeptember 28 | 1942. január 19      | 113 nap       | NS   |      |
| 2. |        | Jaroslav Krejčí (1892–1956)              | 1942. január 19.    | 1945. január 19.     | 3 év          | NS   |      |
| 3. |        | Richard Bienert (1881-1949)              | 1945. január 19.    | 1945. május 5.       | 106 nap       | NS   |      |

### A Wehrmacht legfelsőbb parancsnoka Cseh- és Morvaországban
| #  | Portré | Parancsnok                                          | Hivatal kezdete   | Hivatal vége      | Hivatali idő | Ágazat         | Ágazat |
| -- | ------ | --------------------------------------------------- | ----------------- | ----------------- | ------------ | -------------- | ------ |
| 1. |        | Johannes Blaskowitz gyalogsági tábornok (1883–1948) | 1939. március 15. | 1939. március 18. | 3 nap        | Német hadsereg |        |

### Cseh- és Morvaország birodalmi kormányzói (protektorai)
| #  | Portré | Parancsnok                                                      | Hivatal kezdete      | Hivatal vége                                                  | Hivatali idő   | Párt  | Párt |
| -- | ------ | --------------------------------------------------------------- | -------------------- | ------------------------------------------------------------- | -------------- | ----- | ---- |
| 1. |        | SS-Obergruppenführer Konstantin von Neurath (1873–1956)         | 1939. március 21.    | 1941. szeptember 29. (de facto) 1943. augusztus 24. (de jure) | 248 nap        | NSDAP |      |
| —  |        | Ideiglenesen SS-Obergruppenführer Reinhard Heydrich (1904–1942) | 1941. szeptember 29. | 1942. június 4.                                               | 248 nap        | NSDAP |      |
| —  |        | Ideiglenesen SS-Oberst-Gruppenführer Kurt Daluege (1897–1946)   | 1942. június 5.      | 1943. augusztus 24.                                           | 1 év és 80 nap | NSDAP |      |
| 2. |        | Wilhelm Frick (1877-1946)                                       | 1943. augusztus 24.  | 1945. május 8.                                                | 1 év, 257 nap  | NSDAP |      |